# Бом, Жозеф
Жозеф Бом (24 сентября 1796[…], Марсель — 11 сентября 1885, X округ Парижа) — французский художник.

## Биография
Жозеф Бом был любимым учеником Антуан-Жана Гро, и дебютировал в Парижском салоне 1819 года с библейской сцены «Неффалим и Рахиль». С тех пор он принимал участие во всех официальных выставках, которые проходили в Париже, за исключением выставок 1835, 1842, 1848 и 1849 годов. В 1824 году ему была присуждена медаль 2-й степени, а в 1827 года уже медаль 1-й степени.
Во времена короля Луи-Филиппа I ему было поручено нарисовать несколько больших батальных полотен для Версаля. Его картина «Генрих III на смертном одре» выставлялась в Люксембурге в 1903 году.
30 апреля 1836 года Бом стал рыцарем ордена Почётного легиона.
Умер 11 сентября 1885 и был похоронен в Париже на кладбище Пер-Лашез (59-й квартал).

## Галерея

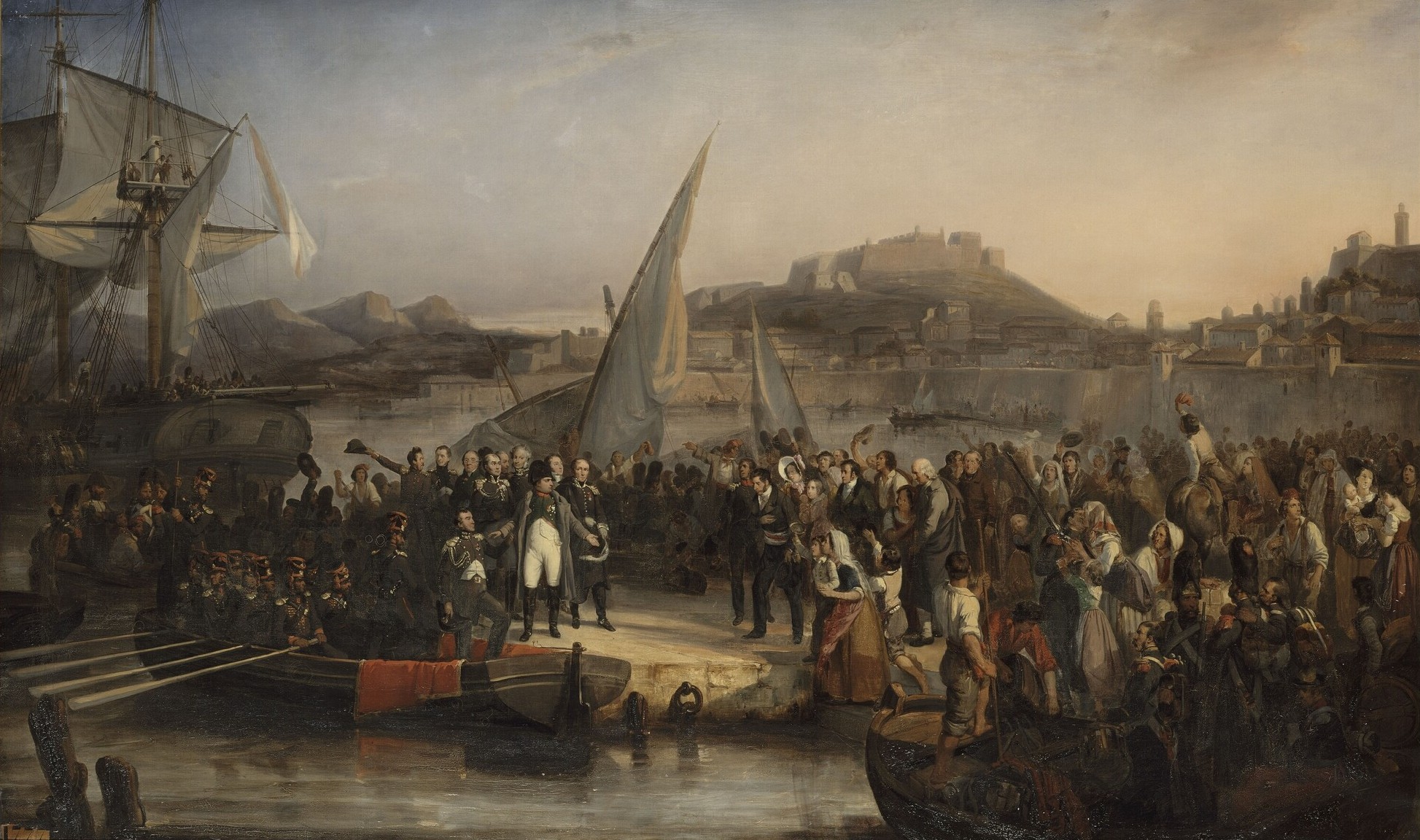
Наполеон покидает Эльбу (1836), Антиб, Военно-морской и наполеоновский музей
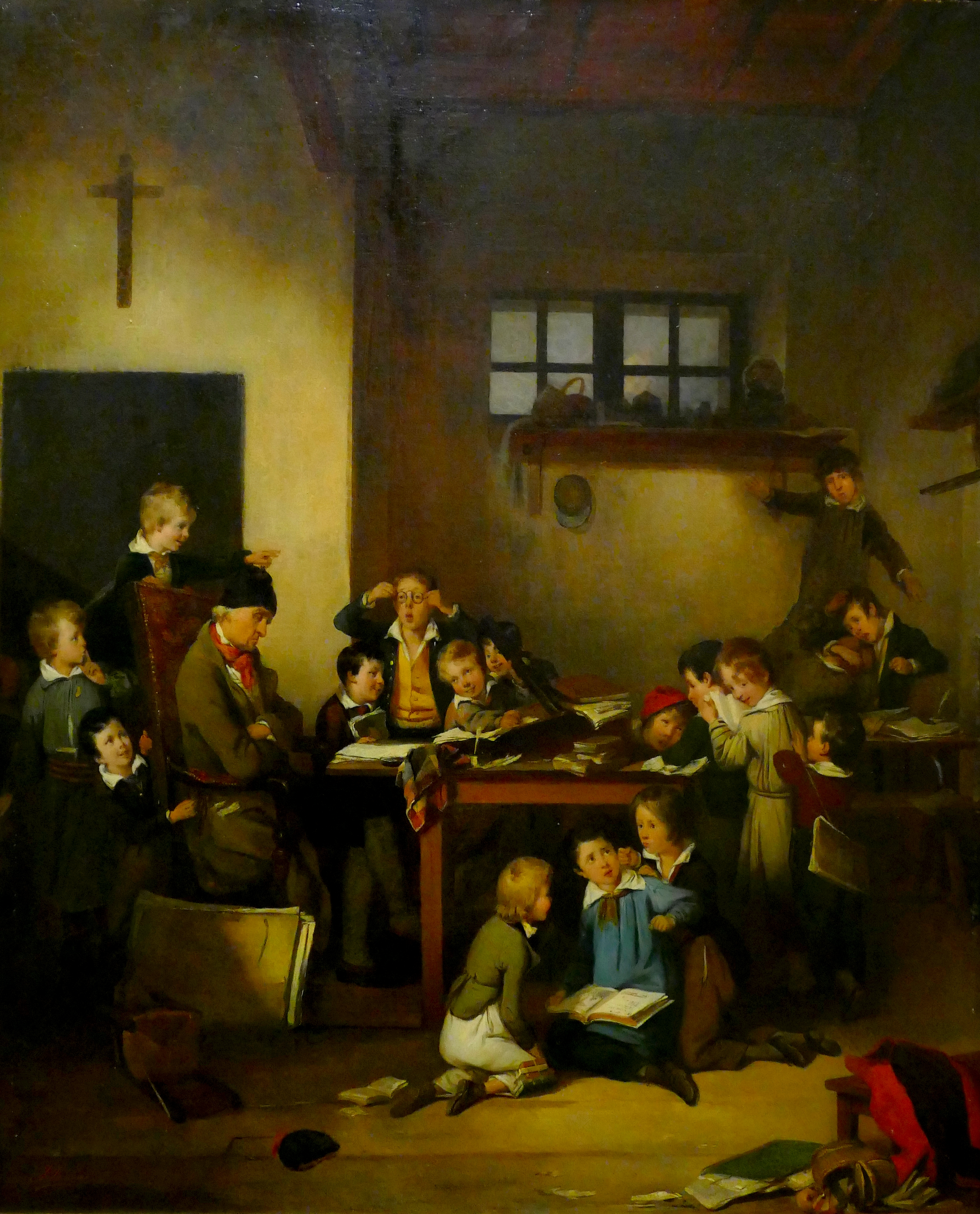
Спящий учитель (1831)
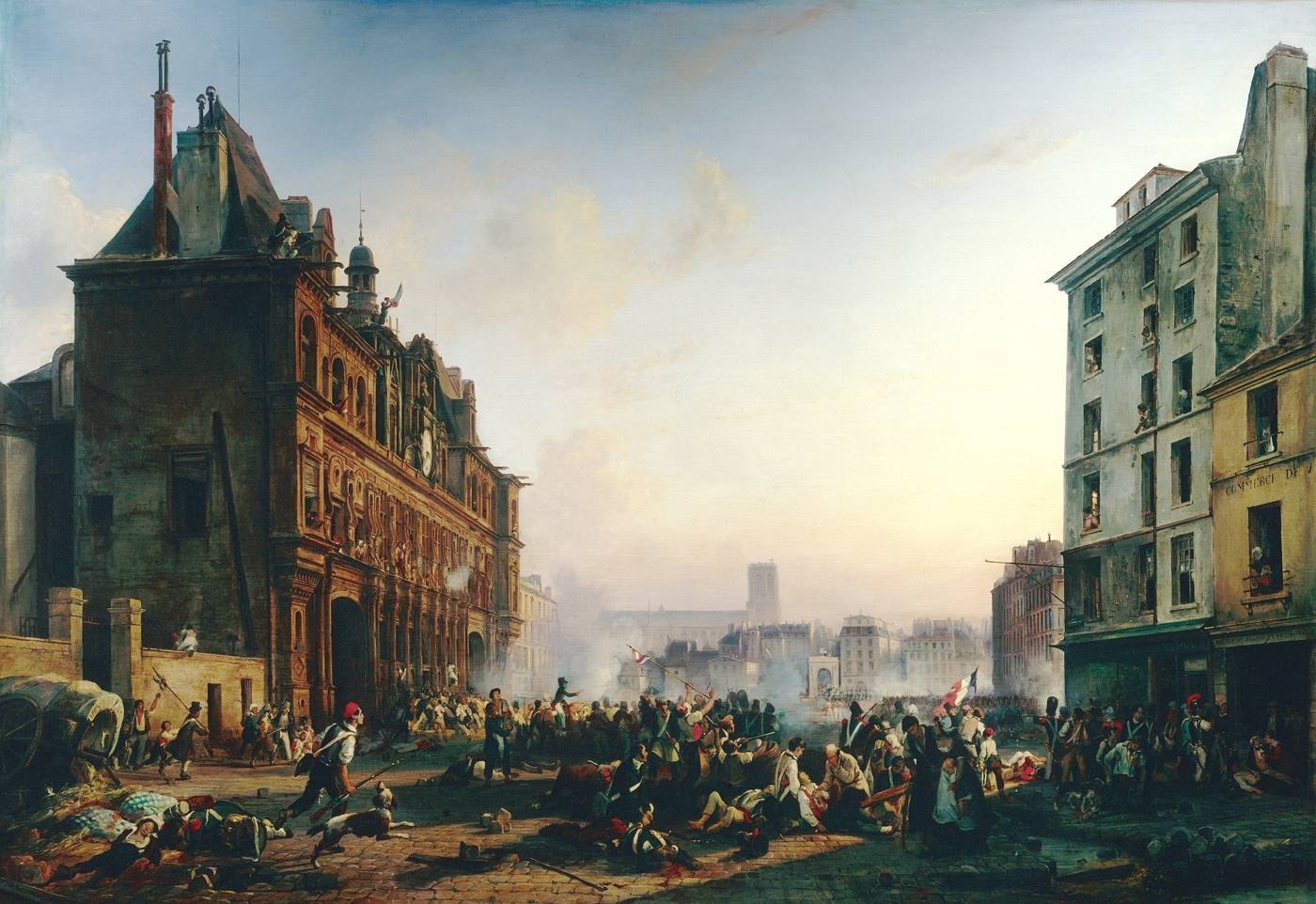
Захват парижской мэрии во время июльской революции
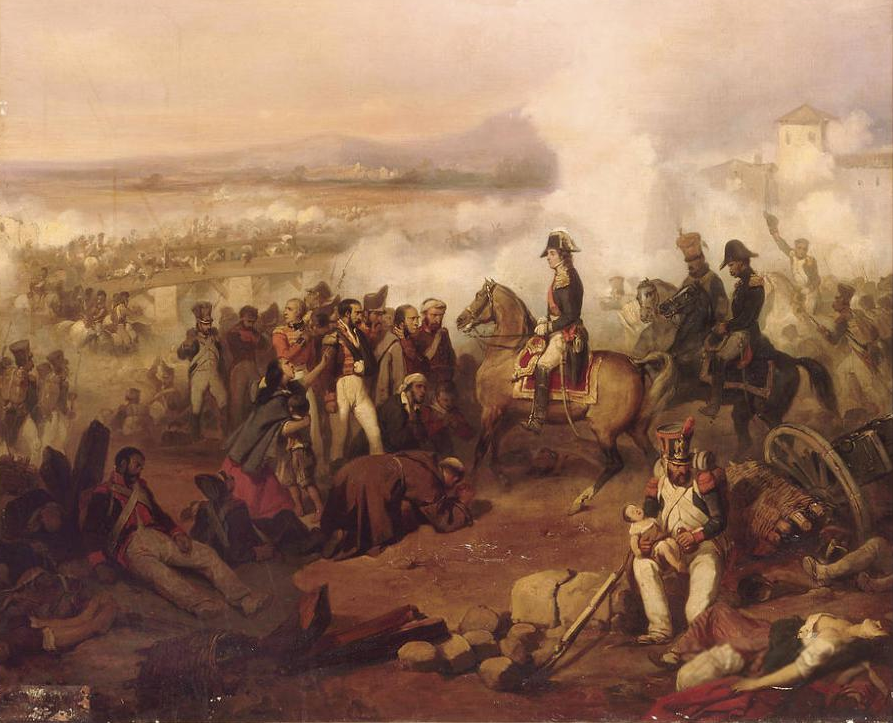
Маршал Сульт во время битвы при Порту. 1840 или 1843